# Oschnaviyeh
Oschnaviyeh (persisch اشنويه; kurdisch: Şino; auch Oshnavieh, ehemals auch Uschnu oder Uschnuya) ist eine iranische Stadt im Südwesten der Provinz West-Aserbaidschan und liegt nahe der türkischen und irakischen Grenze.
Oschnaviyeh hat etwa 32.600 überwiegend kurdische Einwohner. Die Stadt liegt westlich des Urmiasees in 1415 m über NN auf einer alten Straße, die über den Kel-i-Schin-Pass und Rawanduz bis nach Mosul führt. Außerdem verbindet sie auch die Provinzhauptstadt Urmia mit Piranschahr. Die Stadt ist von Bergen umgeben, die auch im Sommer für ein mildes Klima sorgen.
Um Oschnaviyeh herum wird viel Landwirtschaft betrieben. Wasser ist dank der Bergquellen immer vorhanden. Produkte sind unter anderem Weizen, Bete, Trauben und Äpfel. Südlich der Stadt fließt der Gadar/Qadar, der dann in den Urmiasee mündet. Dieser Fluss formte die Ebene, in der Stadt liegt.
Oschnaviyeh hat eine lange Geschichte und beherbergt hurritische und urartäische Fundplätze. In assyrischen Quellen taucht Oschnaviyeh als Suguniya auf und wurde von Salmanassar III. angegriffen.

## Persönlichkeiten
- Parisa Liljestrand (* 1983), schwedische Politikerin